# Heggotara, Chamarajanagar
Heggotara là một làng thuộc tehsil Chamarajanagar, huyện Chamarajanagar, bang Karnataka, Ấn Độ.